# Anthroherpon
Genre
Anthroherpon, aussi orthographié Antroherpon, est un genre de coléoptères de la famille des Leiodidae.

## Liste d'espèces
Selon Fauna Europaea :
- Anthroherpon brckoensis Giachino & Guéorguiev
- Anthroherpon cecai Njunjić, Perreau & Pavićević, 2015
- Anthroherpon charon (Reitter, 1911)
- Anthroherpon cylindricollis (Apfelbeck, 1889)
- Anthroherpon elongatum Giachino & Guéorguiev, 1993
- Anthroherpon erebus Breit, 1913
- Anthroherpon ganglbaueri Apfelbeck, 1894
- Anthroherpon garbellii Giachino & Vailati, 2005
- Anthroherpon gueorguievi Giachino & Vailati, 2005
- Anthroherpon harbichi Reitter, 1913
- Anthroherpon hoermanni (Apfelbeck, 1889)
- Anthroherpon hossei Winkler, 1925
- Anthroherpon latipenne Apfelbeck, 1907
- Anthroherpon matulici Reitter, 1903
- Anthroherpon matzenaueri Apfelbeck, 1907
- Anthroherpon piesbergeni Zariquiey, 1927
- Anthroherpon pozi (Absolon, 1913)
- Anthroherpon primitivum Absolon, 1913
- Anthroherpon pygmaeum (Apfelbeck, 1889)
- Anthroherpon scutariensis Giachino & Guéorguiev, 1993
- Anthroherpon sinjajevina Njunjić, Perreau & Pavićević, 2015
- Anthroherpon stenocephalum Apfelbeck, 1901
- Anthroherpon subalpinum Jeannel, 1924
- Anthroherpon taxi Müller, 1913
- Anthroherpon udrzali Giachino & Vailati, 2005
- Anthroherpon weiratheri Reitter, 1913
- Anthroherpon winneguthi Apfelbeck, 1919
- Anthroherpon zariquieyi Jeannel, 1930

Le genre a également contenu Anthroherpon dombrowskii Apfelbeck, 1907, déplacée vers le genre Leptomeson.